# Lidia Senra

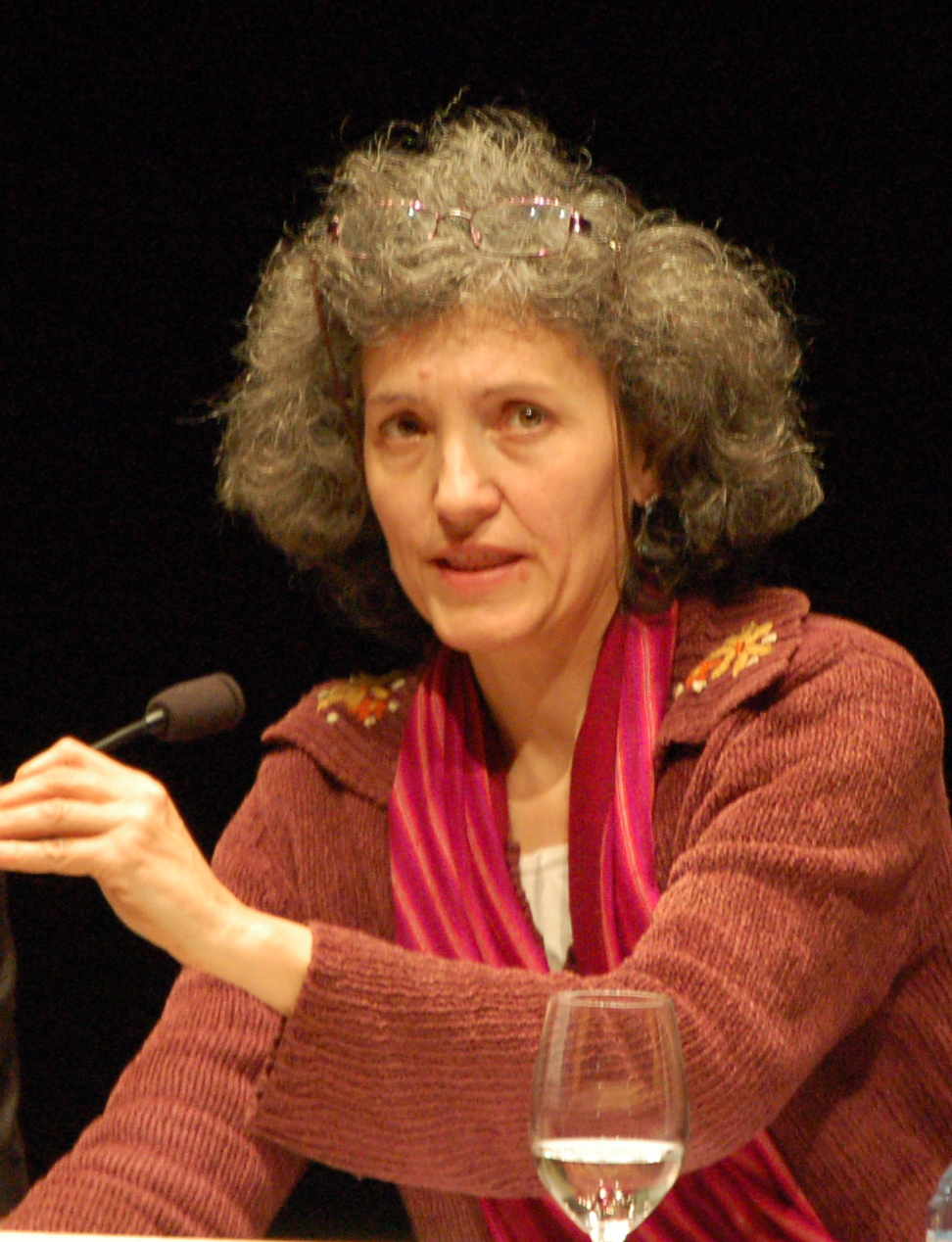
Lidia Senra

Maria Lidia Senra Rodríguez (* 14. Juni 1958 in A Pobra do Brollón) ist eine ehemalige spanische Politikerin und Gewerkschafterin. Sie war von 2014 bis 2019 Abgeordnete im Europäischen Parlament.

## Leben
Lidia Senra besuchte in den 1970er Jahren das Gymnasium Río Cabe in Monforte de Lemos. Nach Erlangen des Abiturs begann sie sich für die wirtschaftlichen Belange der Bauern zu engagieren und mit den in diesem Bereich tätigen regionalen Organisationen (Comités de Axuda á Loita Labrega) zusammenzuarbeiten. Von 1989 bis 2007 war sie Generalsekretärin der galicischen Bauerngewerkschaft Sindicato Labrego Galego (SLG), ein Amt, in das sie dreimal wiedergewählt wurde. Sie war auch als Mitglied des Exekutivkomitees der Coordination Paysanne Européenne (CPE) und Vertreterin Europas in der Internationalen Frauenkommission des Bündnisses La Via Campesina aktiv.
Bei der Europawahl in Spanien 2014 trat Senra für die Anova-Irmandade Nacionalista an, eine linke, Galicien-nationalistische Partei, die 2012 unter Leitung von Xosé Manuel Beiras (* 1936) gegründet wurde und zum Teil aus Gruppierungen bestand, die sich zuvor vom Bloque Nacionalista Galego abgespaltet hatten. Anova bildete mit weiteren linken Parteien die Wahlliste „La Izquierda Plural“, auf der Senra Platz 5 einnahm. Sie wurde gewählt und war vom 1. Juli 2014 bis 1. Juli 2019 Abgeordnete im Europäischen Parlament. Dort gehörte sie der Fraktion Die Linke im Europäischen Parlament – GUE/NGL an und war Mitglied im Ausschuss für Landwirtschaft und ländliche Entwicklung und in der Delegation in der Paritätischen Parlamentarischen Versammlung AKP-EU. Bei der Europawahl in Spanien 2019 trat Senra für das Wahlbündnis En Marea an, das aber keine Sitze gewinnen konnte.
Senra ist Mutter von drei Kindern. Nach ihrem Ausscheiden aus dem Parlament kehrte sie auf ihren Bauernhof in San Cristovo (eine Ortschaft in der Gemeinde Merín im Municipio Vedra) zurück, wo sie ökologische Landwirtschaft betreibt. Sie ist in keiner politischen Organisation mehr aktiv.